# NGC 594
NGC 594 é uma galáxia espiral (Sbc) localizada na direcção da constelação de Cetus. Possui uma declinação de -16° 32' 07" e uma ascensão recta de 1 horas, 32 minutos e 57,0 segundos.
A galáxia NGC 594 foi descoberta em 1886 por Frank Leavenworth.